# Suar (Uttar Pradesh)
Suar es una ciudad y municipio situada en el distrito de Rampur en el estado de Uttar Pradesh (India). Su población es de 32158 habitantes (2011). 

## Demografía
Según el censo de 2011 la población de Suar era de 32158 habitantes, de los cuales 16733 eran hombres y 15425 eran mujeres. Suar tiene una tasa media de alfabetización del 45,95%, inferior a la media estatal del 67,68%: la alfabetización masculina es del 52,87%, y la alfabetización femenina del 38,40%.